# Acer amamiense
Acer amamiense — вид квіткових рослин із родини сапіндових.

## Діагностика
Цей вид нагадує A. diabolicum, але відрізняється від останнього тим, що має голі листкові ніжки й нижні поверхні листків, а плоди вкриті рідкісними короткими волосками без щетинок.

## Поширення
Цей вид дерев є ендеміком острова Амамі Осіма, одного з островів Рюкю, Японія. Вид обмежений невеликою частиною острова Амамі Осіма, площа якого становить лише 712 км². Цей вид — невелике дерево, яке росте в низинних лісах.